# Вільям Георг Вагстаф
Вільям Георг Вагстаф (3 листопада 1837 — 12 травня 1918) — британський дипломат. Британський віце-консул у Бердянську (1874—1876) та у Миколаєві (1876—1884).

## Життєпис
Народився 3 листопада 1837 року у Пемброці. Навчався в королівській Гринвічській госпітальній школі. 9 листопада 1852 р. Вільям Георг вступив на службу до королівського військового флоту. Вагстаф брав участь у Кримській війні, зокрема, перебуваючи на борту корабля «Лондон» під час першого бомбардування Севастополя 17 жовтня 1854 р., яке поклало початок облозі цього міста.
З 25 лютого 1855 по серпень 1856 рр. Вільям Георг Вагстаф служив при адміральському офісі у Константинополі.
Після річного перебування у Бердянську у вересні 1862 р. був відряджений до Ростова-на-Дону. Вільям Георг Вагстаф займав пост виконуючого обов'язки консула в Бердянську з 7 червня 1864 р., після від'їзду звідси Роберта Камбербетча, до жовтня 1865 р.
Його не обійшла стороною справа, розпочата за скаргами проти британського генерального консула в Одесі Гренвіль-Мюррея, що мала
наслідком звільнення останнього зі служби. Як і Роберт Камбербетч, Вільям Вагстаф тісно спілкувався з родиною консула Корнеліуса Янцена, в чий будинок британець часто запрошувався на обід. Донька Корнеліуса Янцена Маргарета описала у своєму щоденнику за 1866 р., як одного разу Вагстаф набрався мужності і запросив її на танець.
Міністр закордонних справ Великої Британії Едуард Генрі Стенлі, 15-й граф Дербі 22 вересня 1874 р. доручив покласти функції віце-консула у Бердянську саме на Вільяма Георга Вагстафа.
У 1876 році Вагстаф був переведений з Бердянська на посаду віце-консула у Миколаєві.
У 1884 році перебрався до Таганрога, де на посаді британського консула відповідав за Катеринославську губернію і порти Азовського моря.
З 1887 року він відповідав за Воронезьку, Саратовську, Самарську, Уфимську, Оренбурзьку, Астраханську, Ставропольську губернії, область Війська Донського, Кубанську та Терську області.
У 1889 році Вагстаф був переведений до Риги, де він відповідав за Курляндську та Ліфляндську губернії.
1 квітня 1895 року королева призначила його на посаду генерального консула в Ріо-де-Жанейро.
У 1899 р. він став генеральним консулом у бразильських штатах Ріо-де-Жанейро, Еспіріту-Санту, Мінас-Жерайс і Мату-Гросу.
У серпні 1900 року вийшов на пенсію, проживав за адресою Бельмонт, Де Рус роад, Істборн.
12 травня 1918 року помер.

## Сім'я
- Батько — Вільяма Вагстафа
- Мати — Елізабет Вагстаф (донька Джона Вогана).
- Перша дружина — Марія Луїза (1874), донька Георга Неїна з Фріборга. У 1883 р. Марія Луїза померла.
- Друга дружина — Сара Амелія, у минулому дружина Вільяма Бренана з Одеси, з нею він мав трьох доньок.

## Нагороди та відзнаки
- Британська Кримська медаль із застібкою (1855)
- Турецька кримська медаль (1855)
- Ювілейна медаль (1897)
- Орден Святого Михайла і Святого Георгія (1898).